# Julia Stecka
Julia Stecka (ur. 1790, zm. 14  grudnia 1827) – polska malarka.

## Życiorys
Julia Stecka urodziła się w rodzinie Michała Czackiego podczaszego wielkiego koronnego i jego żony Beaty z Potockich.
Umiejętność rysowania oraz malowania zdobyła w Krzemieńcu od M.Bacciarellego oraz J.B.Lariusa.
Zamężna za Ludwika Steckiego-Olechnowicza ze Steczanki h. Radwan z którym miała czworo dzieci - Henryka, Ludwikę, Julię i Teodora.
Malowała martwą naturę, portrety akwarelą i farbami olejnymi. Znane jej prace:
- Ludwik Kropiński, generał praca akwarelą,
- Henryk Stecki w dziecinnym wieku, portret tuszem,
- Tadeusz Czacki, obraz olejny.

Zmarła 14 grudnia 1827.